# Chamaelimnas pallida
Chamaelimnas pallida är en fjärilsart som beskrevs av Hayward 1950. Chamaelimnas pallida ingår i släktet Chamaelimnas och familjen Riodinidae. Inga underarter finns listade i Catalogue of Life.